# 金子慎
 金子 慎 （かねこ しん、1955年〈昭和30年〉8月29日 - ）は、日本の実業家、経営者。東海旅客鉄道（JR東海）代表取締役会長。

## 来歴
富山県出身。富山県立富山高等学校を経て、東京大学法学部第2類（公法コース）卒業。
- 1978年（昭和53年）4月、日本国有鉄道入社[2][3]。
- 1986年（昭和61年）2月、職員局労働課補佐[2][3]。
- 1987年（昭和62年）4月、国鉄分割民営化に伴い、東海旅客鉄道株式会社入社[2][3]。
- 1991年（平成3年）3月、人事部人事課担当課長[2][3]。
- 1994年（平成6年）6月、人事部労働課長[2][3]。
- 1996年（平成8年）6月、人事部人事課長[2][3]。
- 1998年（平成10年）6月、新幹線鉄道事業本部管理部長[2][3]。
- 2002年（平成14年）6月、総務部長[2][3]。
- 2004年（平成16年）6月、取締役総務部長[2][3]。
- 2006年（平成18年）6月、取締役人事部長[2][3]。
- 2008年（平成20年）6月、常務取締役総合企画本部長[2][3]。
- 2010年（平成22年）6月、専務取締役総合企画本部長[2][3]。
- 2012年（平成24年）6月、代表取締役副社長[2][3]。
- 2014年（平成26年）6月、代表取締役副社長 事務部門担当、中央新幹線推進本部担当。
- 2018年（平成30年）4月、代表取締役社長[2][3]。
- 2023年（令和5年） 4月、代表取締役会長[2][3][5]。

## 人物

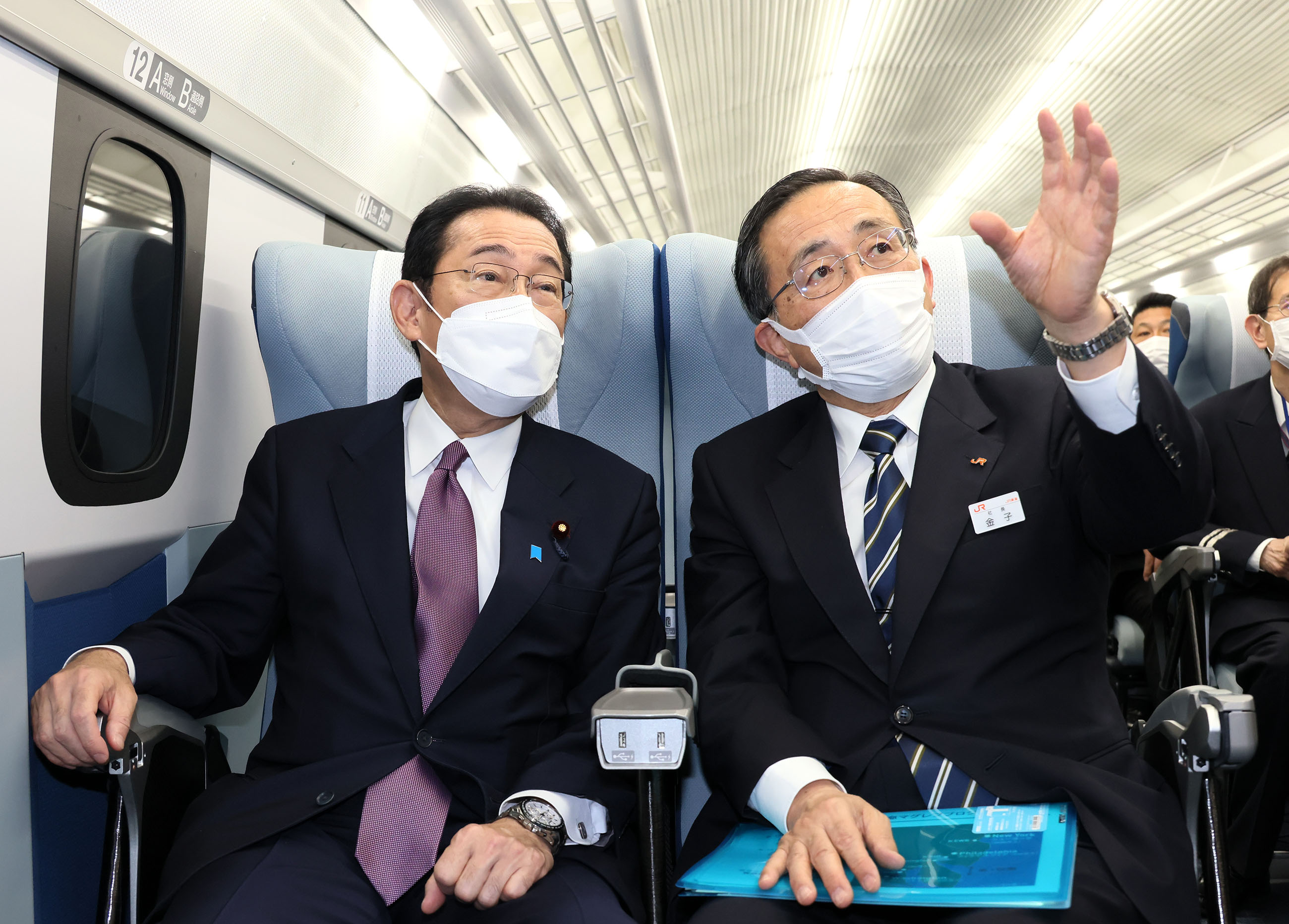
2022年5月、内閣総理大臣の岸田文雄と山梨リニア実験線にて。

- 東日本旅客鉄道会長の深澤祐二は東京大学法学部・国鉄の同期にあたり、北海道旅客鉄道会長を歴任した田浦芳孝や西日本旅客鉄道社長・副会長を歴任した来島達夫も国鉄での同期にあたる。
- 前述の新幹線鉄道事業本部管理部長を歴任しているが、副社長時代の2017年（平成29年）に東海道新幹線のぞみで台車亀裂による重大インシデントが発生し、名古屋駅で運転中止に至った。また、翌2018年の社長就任直後にも同新幹線のぞみの車内で殺傷事件が発生した。この殺傷事件では利用者から空港と同様の手荷物検査を導入すべきとの声も上がったが、金子自身が「利便性を著しく損なうので、できないと考えている」としてこの時点では導入は難しいとの見解を示していた。代わりに駅巡回強化のため、警備員を増員している。
- 来島と同じく西日本旅客鉄道社長や会長を歴任した井手正敬は2022年（令和4年）10月の産経新聞によるインタビューで、葛西敬之が東海と西日本の合併構想を持っており、「将来は東海と西日本が一緒になって、東西で分けようという構想を持っていたのではないか」と発言したが、金子自身が同月20日の定例会見で「この合併案は『井手さんの構想』と葛西から直接聞いた。葛西の考えではないし、否定的だった」と反論。更に葛西が生前に出版した著者の中でも「井手氏の構想」と記載していたことにも触れた上で「葛西の生前の考えとは異なっており、亡くなってから（井手氏が）おっしゃるのはどうなのか」と井手を批判した[6]。